# Glória Marreiros
Glória Marreiros (Marmelete, 1929), é uma escritora, poeta, enfermeira parteira e politica portuguesa. Fez parte da resistência contra o Estado Novo português tendo sido presa pela PIDE. Foi uma das fundadoras do Movimento Democrático das Mulheres (MDM). 

## Biografia
Glória Maria Marreiros da Cunha nasceu na serra de Monchique, na freguesia de Marmelete no dia 26 de Agosto de 1929. 
Fez a escola primária em Lagos e, em Lisboa, exames no Liceu Maria Amália.  Diplomou-se pela Escola de Enfermagem Artur Ravara, de Lisboa, e pela Faculdade de Medicina da Universidade de Coimbra, com o curso de parteira. Simultâneamente vai trabalhar no Hospital Psiquiátrico Sobral Cid e faz o curso de enfermeira psiquiátrica.  Terminados os cursos vai para Lisboa e começa a trabalhar na Maternidade Alfredo da Costa, entre 1954 e 1961, tendo trabalhado com o médico Pedro Monjardino que ao lado Cesina Bermudes foi pioneiro em Portugal do parto sem dor. 
É lá conhece o psicanalista João dos Santos que lhe é apresentado pela pedagoga Maria Amália Borges, passa trabalhar com ambos e participa na criação do Centro Helen Keller em Lisboa e do qual virá a ser directora. Embora tenha começado a escrever em 1945 para o jornal Gazeta do Sul, é por esta altura, em 1962, que dá inicio à sua carreira como escritora ao publicar o seu primeiro livro, Maternidade, revisto por João dos Santos.
Paralelamente dá inicio à sua actividade enquanto activista antifascista ao ceder a sua casa para encontros de membros do PCP e daqueles que passaram à clandestinidade durante a ditadura portuguesa. Em 1958, envolve-se na campanha eleitoral para as eleições presidenciais de Humberto Delgado e filia-se no partido. 
De 1965 a 1967 traduziu artigos do jornal Gramma, orgão oficial do Comité Central do Partido Comunista de Cuba, para o boletim da Embaixada de Cuba em Lisboa. 
É várias vezes presa pela PIDE e vê o seu futuro marido, o engenheiro Henrique Pereira da Cunha ser preso e torturado ao longo de 3 anos, enquanto passa sucessivamente pelas prisões do Aljube, Caxias e Peniche.  Isto levou-a colaborar com a Comissão Nacional de Socorro aos Presos Políticos e Famílias, fundada em 1969.  No mesmo ano é candidata, em 7º lugar, na lista da Comissão Democrática Eleitoral (CDE) às eleições legislativas pelo círculo eleitoral de Lisboa.
Um anos antes havia fundado juntamente com Maria Lamas e outras mulheres, o Movimento Democrático das Mulheres (MDM). 
Mantém-se politicamente activa após o 25 de Abril e colaborando com a Comissão para a Memória do Forte de Peniche e a URAP (União de Resistentes Portugueses Anti-Fascistas). 
Dá continuidade aos estudos e após o 25 de Abril, obtém a licenciatura em filosofia na Faculdade de Letras de Lisboa em 1976, tendo mais tarde feito uma pós-graduação em museologia social. Dedicou-se ao estudo da cultura algarvia, tendo publicado vários livros sobre as tradições do Algarve e colaborado com várias entidades entre elas: o Museu do Traje de São Brás de Alportel e o Movimento Internacional da Nova Museologia.
Pelo PCP, foi candidata em 2009, no 26º lugar da lista da CDU à Assembleia Municipal de Lisboa, em 2017, no 35º lugar da lista da CDU à Assembleia de Freguesia de Arroios (Lisboa),  e em 2021, o 33º lugar da lista da CDU a esta mesma freguesia.

## Prémios e Reconhecimento
Foi distinguida pela Câmara Municipal de Lagos com a o Grau Ouro da Medalha de Mérito Municipal. 
O seu livro Abecedário a Rimar integrou o programa Plano Nacional de Leitura do governo português.